# Samuel Wilson
Samuel Wilson (Arlington, 13 de septiembre de 1766 - 31 de julio de 1854) fue un envasador de carne estadounidense, conocido por ser  la fuente de inspiración para la personificación del conocido Tío Sam.

## Biografía
Aunque sus padres eran originarios de la escocesa Greenock, y él nació en la actual Arlington —en aquel momento Menotomy—, Massachusetts, de pequeño se mudó junto a su familia a Mason, Nuevo Hampshire. Con 23 años, en 1789, se trasladó junto a su hermano Ebeneezer a Troy, Nueva York para empezar a trabajar en sus negocios, pronto exitosos: una fábrica de ladrillos, de tan buena calidad que incluso se exportaban a los Países Bajos, y un matadero. Ocho años más tarde se casó con Betsey Mann Mason, con la cual tuvo cuatro hijos y con los que vivía en la actual Ferry Street, junto al río Hudson donde los hermanos construyeron un muelle que ayudó a la prosperidad de su negocio.
Durante la Guerra anglo-estadounidense, era un empresario de mediana edad con un próspero negocio envasador en Troy. Firmó un contrato para suministrar barriles llenos de carne, que eran sellados con las iniciales U.S. (United States), a los militares estadounidenses. Los soldados pronto comenzaron a bromear con que las iniciales hacían referencia a Uncle Sam -Tío Sam, en castellano-, la forma cariñosa con la que llamaban a su proveedor de carne, Samuel Wilson.
Falleció a los 88 años (1854) y está enterrado en el cementerio de Oakwood, Troy.